# Будрио (Болоња)
Будрио (итал. Budrio) је насеље у Италији у округу Болоња, региону Емилија-Ромања.
Према процени из 2011. у насељу је живело 8941 становника. Насеље се налази на надморској висини од 28 м.

## Становништво
| 1931.  | 1936.  | 1951.  | 1961.  | 1971.  | 1981.  | 1991.  | 2001.  | 2011.  |
| ------ | ------ | ------ | ------ | ------ | ------ | ------ | ------ | ------ |
| 17.596 | 16.870 | 15.946 | 14.579 | 14.078 | 13.648 | 14.171 | 15.403 | 18.008 |

## Партнерски градови
- Ђула
- Ајхенау